# Ulrich Bernays
Ulrich Bernays (* 15. August 1881 in München; † 23. Dezember 1948 in Karlsruhe) war ein deutscher Altphilologe und Vorkämpfer der Volkshochschule.

## Leben und Wirken
Er war das ältere von zwei Kindern des Philologen und Literaturhistorikers Michael Bernays und dessen Ehefrau Louise Johanna Bernays, verw. Uhde, geb. Rübke. Seine zwei Jahre jüngere Schwester war Marie Bernays. Ulrich Bernays hatte noch einen Halbbruder, Hermann Uhde-Bernays, den die Mutter in die zweite Ehe mitbrachte. An der Universität München und der Universität Heidelberg studierte er Klassische Philologie, Germanistik und Geschichte und wurde 1905 mit Studien zu Dionysius Periegetes promoviert. Während des Studiums wurde er Mitglied der Philologisch-Historischen Verbindung Cimbria Heidelberg im Naumburger Kartellverband. Nach Abschluss des Studiums arbeitete Bernays als Lehrer an höheren Lehranstalten, seit 1913 an der Goethe-Schule in Karlsruhe. Ferner hielt er Vorlesungen an der Volkshochschule über Geschichte und Literatur. 
Aufgrund eines Schreibens des Badischen Ministerium für Kultur und Unterricht vom 31. Oktober 1935 an den Schulleiter des Goethe-Gymnasiums betreffs Beurlaubung jüdischer Lehrkräfte wurde Ulrich Bernays mit sofortiger Wirkung vom Dienst beurlaubt. Am 1. Januar 1936 wurde die Zwangspensionierung verordnet. In den Jahren der Verfolgung übersetzte er u. a. antike Werke beispielsweise von Platon oder Phaidon und schrieb eine Biografie über seinen Vater. Nach der Zeit des Nationalsozialismus kehrte er als Lehrer an das Goethe-Gymnasium zurück. Daneben war er als Leiter der Volkshochschule Karlsruhe an deren Wiederaufbau maßgebend beteiligt. Er hielt bis zu seinem Tod noch zahlreiche Vorträge zur griechischen Kulturgeschichte sowie der deutschen Aufklärung.
Ein Saal der Karlsruher Volkshochschule wurde nach Ulrich Bernays benannt.

## Veröffentlichungen (Auswahl)
- Studien zu Dionysius Periegetes, Heidelberg 1905
- West-östlicher Divan, Hamburg 1947